# Saint-Florentin (Yonne)
Saint-Florentin é uma comuna francesa na região administrativa de Borgonha-Franco-Condado, no departamento de Yonne. Estende-se por uma área de 28,59 km². Em 2010 a comuna tinha 4 439 habitantes (densidade: 155,3 hab./km²).